# Meadville (Pennsylvania)
Meadville ist eine City im Nordwesten des US-Bundesstaats Pennsylvania und County Seat von Crawford County. Das U.S. Census Bureau hat bei der Volkszählung 2020 eine Einwohnerzahl von 13.050 ermittelt.

## Geschichte

### Gründung und Namensherkunft
Meadville war die erste dauerhafte Siedlung im Norden Pennsylvanias. David Mead, der Namensgeber des Ortes, wählte 1788 mit einer Siedlergruppe die geographische günstige Lage am Zusammenfluss des Cussewago Creeks mit dem French Creek als Wohn- und Arbeitsstätte aus. Chief Custaloga, ein Führer dort lebender Indianer, rodete die Fläche zur Ansiedlung und zum Maisanbau. Nachfolgende Bedrohungen durch benachbarte Indianerstämme führten 1791 zur zeitweiligen Evakuierung des Ortes.
Um 1800 kamen vermehrt Siedler in das Gebiet von Meadville, sie hatten im Zuge des Unabhängigkeitskrieges Landprämien erhalten. 1815 wurde in Meadville schon ein College gegründet, das Allegheny College, das bis heute existiert und an dem etwa 2000 Studenten eingeschrieben sind.

## Wirtschaft
Gegen Ende des 19. Jahrhunderts waren die Landwirtschaft, der Holzhandel und die Erzverhüttung die Haupterwerbszweige. Die Talon Corporation, Hersteller von Zippverschlüssen, hatte ihren Firmensitz in der Stadt. Da die Textilindustrie weitgehend von der Wirtschaftskrise, der Great Depression, unberührt blieb, erlebte Meadville eine Bevölkerungsboom.
Nach dem Zweiten Weltkrieg setzte sich der industrielle Erfolg der Stadt fort. Weitere große Firmen wie Erie Railroad, Avtex Fibers, Channellock Tools und Dad's Pet Food verlegten ihre Produktionsstätten nach Meadville. Mit dem Rückgang der Schwerindustrie ging ein Aufstieg der Leichtindustrie einher, wodurch Meadville den Beinamen Tool City erhielt.

## Bevölkerungsentwicklung
Nachfolgende Tabelle zeigt die Bevölkerungsentwicklung:
| Jahr | Einwohner |
| ---- | --------- |
| 1810 | 457       |
| 1840 | 1.319     |
| 1870 | 7.103     |
| 1900 | 10.291    |
| 1930 | 16.698    |
| 1960 | 16.671    |
| 1990 | 14.318    |
| 2010 | 13.388    |
| 2020 | 13.050    |

## Sehenswürdigkeiten
In Meadville Downtown sind unter anderem das Baldwin-Reynold House, die Bentley Hall, das Roueche House und das Judge Henry Shippen House im National Register of Historic Places (NRHP) aufgeführt.

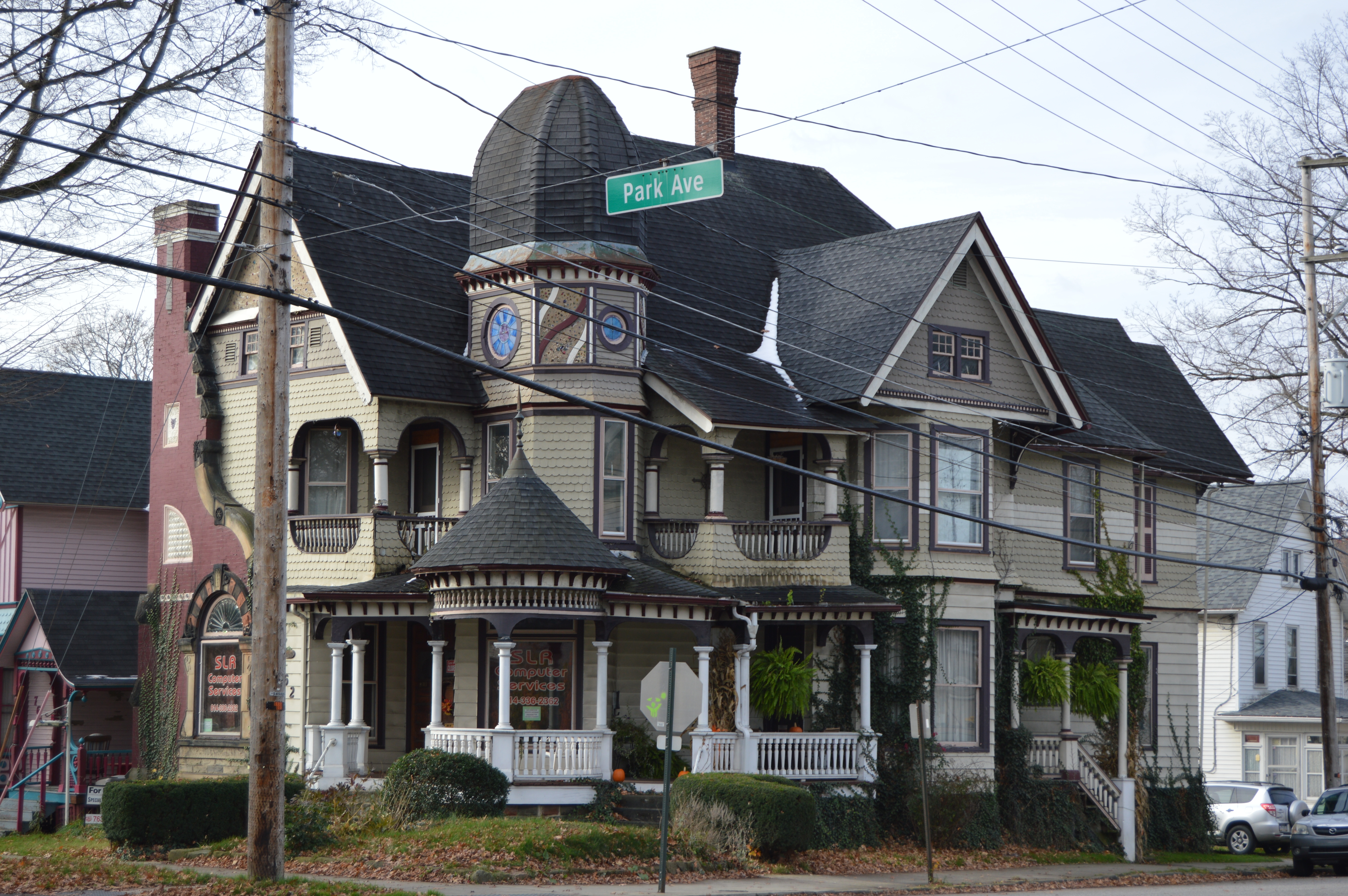
Das Roueche House ist seit März 1982 im NRHP eingetragen.
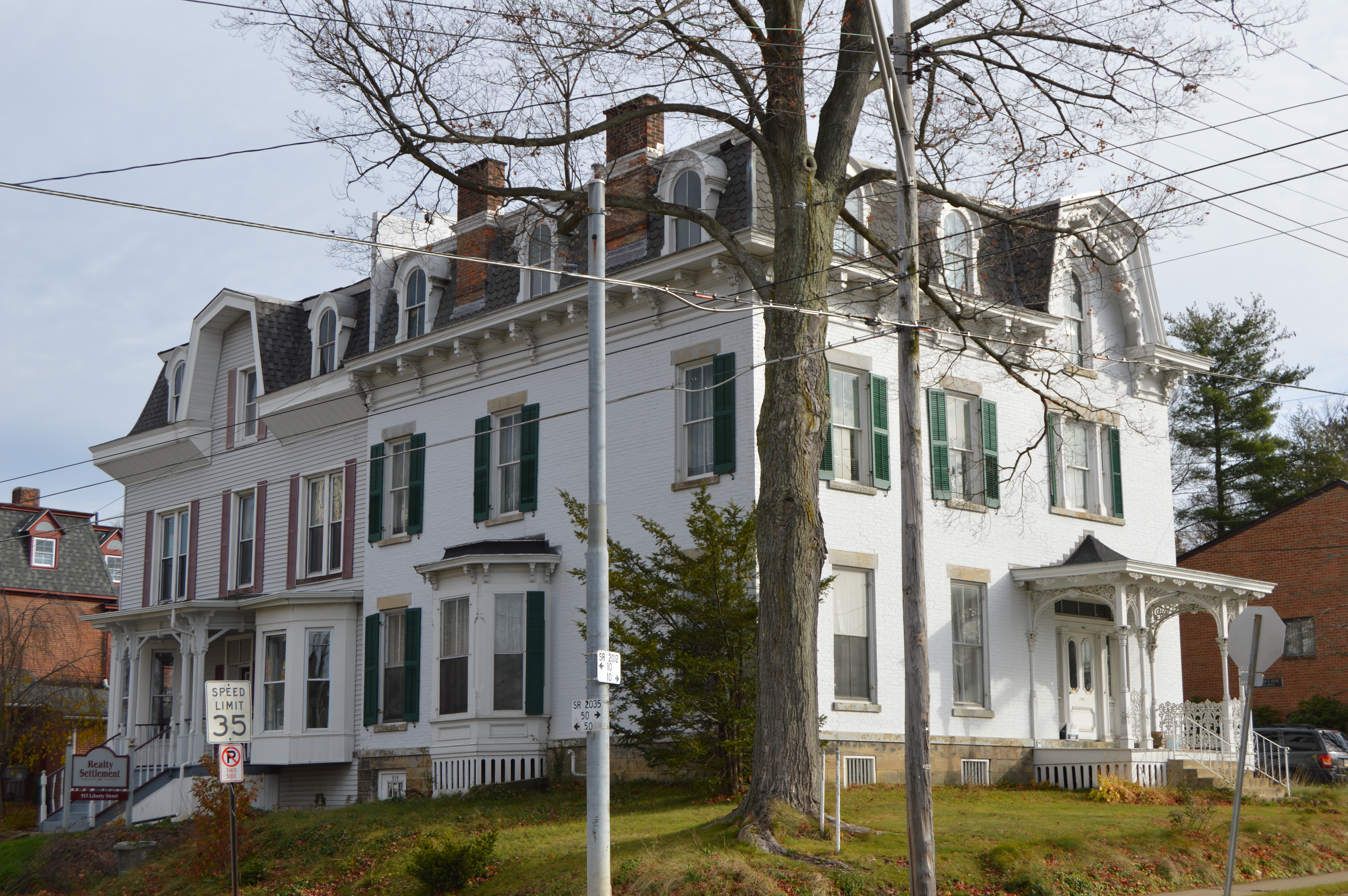
Das Judge Henry Shippen House steht seit Juni 1984 im NRHP.
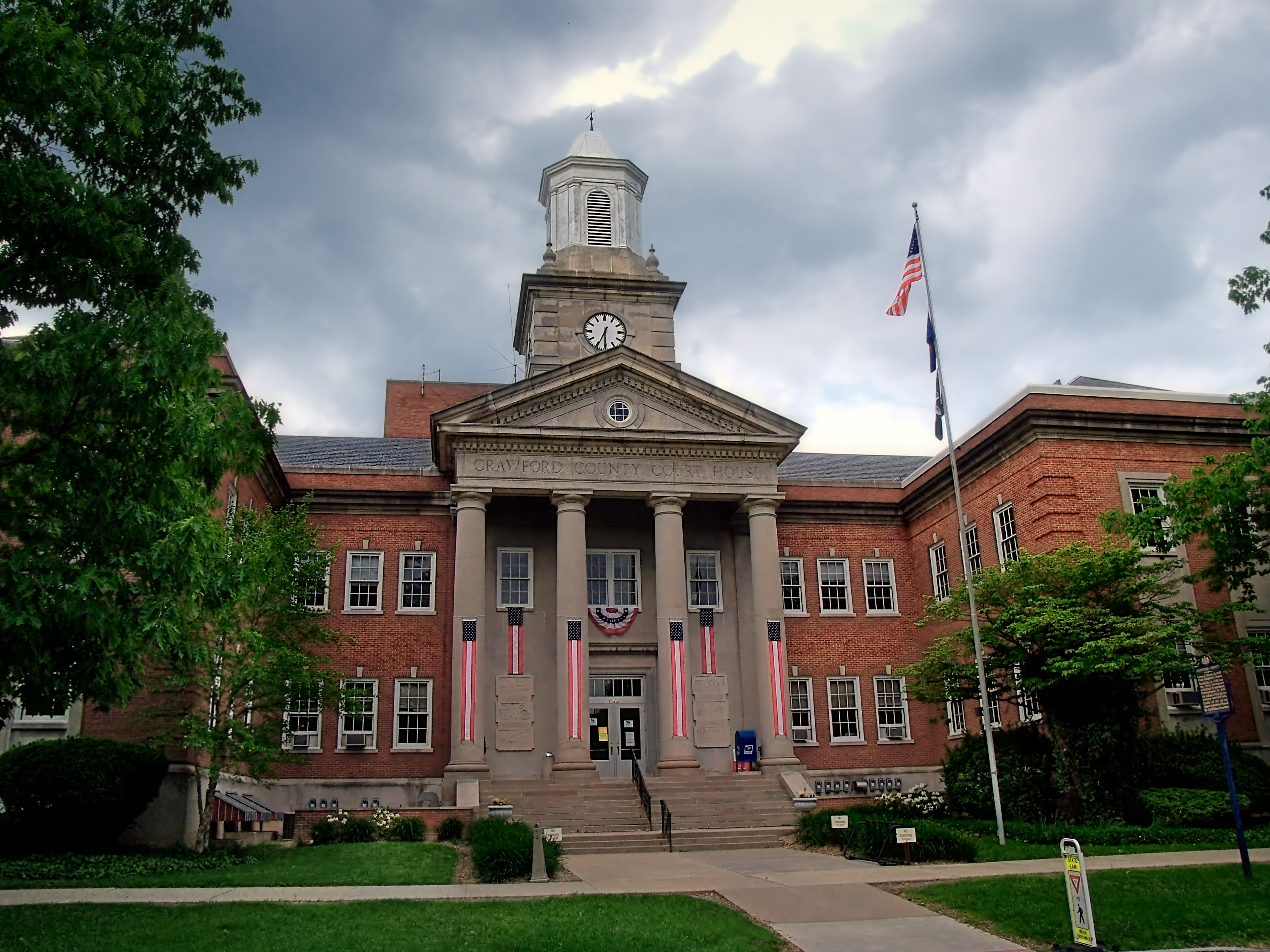
Das Crawford County Courthouse im Meadville Downtown Historic District. Dieser Bezirk ist seit Oktober 1984 im NRHP gelistet.

Acht Bauwerke und Bezirke in der Stadt sind insgesamt im NRHP eingetragen (Stand 29. Oktober 2020).

## Trivia
Die Rockband Phish wurde von einem Besuch einer Hochzeitsfeier in Meadville zu dem Song Bittersweet Motel  inspiriert.

## Söhne und Töchter der Stadt
- Alexander S. McDill (1822–1875), Politiker
- Samuel Bernard Dick (1836–1907), Politiker
- Joel Hastings Metcalf (1866–1925), Astronom
- Charles Homer Haskins (1870–1937), Mediävist
- Laurence K. Walrath (1909–1976), Jurist und Regierungsbediensteter
- Paul Moer (1916–2010), Jazzpianist
- Sharon Stone (* 1958), Filmschauspielerin
- Gail Z. Martin (* 1962), Fantasyautorin
- Amy Palmiero-Winters (* 1972), Ultramarathon-Läuferin und Triathletin
- Taylor Cameron Carpenter (* 1981), Organist und Komponist
- Victoria Van Meter (1982–2008), Pilotin